# Dicranomyia otagensis
Dicranomyia otagensis là một loài ruồi trong họ Limoniidae. Chúng phân bố ở miền Australasia.